# Lew Boboszko
Lew Aleksandrowicz Boboszko, ros. Лев Александрович Бобошко (ur. 20 grudnia 1882?/1 stycznia 1883 w guberni chersońskiej, zm. 25 października 1968 w Nowym Jorku) − rosyjski generał major, emigracyjny działacz kombatancki.

## Życiorys
Ukończył włodzimierski korpus kadetów w Kijowie, a w 1902 roku nikołajewską szkołę kawaleryjską. Służył w lejbgwardii pułku ułańskiego wielkiej księżnej Aleksandry Fiodorowny. W 1907 roku ukończył dwie klasy akademii sztabu generalnego. Brał udział w I wojnie światowej jako dowódca szwadronu pułku ułańskiego. Był wyróżniony kilkoma odznaczeniami, m.in. Orderem Św. Włodzimierza 4 klasy. W 1918 roku uczestniczył w walkach z petlurowcami na Ukrainie w szeregach ochotniczego oddziału płk. M. J. Sobolewskiego. Następnie został internowany przez Niemców i osadzony w obozie. Po wyjściu na wolność przyjechał do Lipawy, gdzie w maju 1919 roku wstąpił do oddziału lipawskiego i został awansowany do stopnia pułkownika. Od lipca tego roku dowodził 7. kompanią 3. batalionu, a następnie 1 batalionem 3 pułku 5 Liwieńskiej Dywizji. Od 15 sierpnia tymczasowo dowodził (będąc jednocześnie dowódcą batalionu) 3 liwieńskim pułkiem. Od 30 listopada pełnił obowiązki dowódcy 5 Liwieńskiej Dywizji. 25 grudnia został tymczasowym dowódcą 2 Brygady 3 Dywizji. 22 stycznia 1920 roku awansował na generała majora. Po rozformowaniu Armii Północno-Zachodniej pod koniec stycznia tego roku, przyjechał do Polski, obejmując dowództwo 1 dywizji w nowo formowanej 3 Armii. W listopadzie uczestniczył w nieudanych walkach w rejonie Płoskirowa, po czym został internowany w Polsce. Kiedy władze polskie zawarły traktat pokojowy z Rosją bolszewicką w Rydze, wyemigrował pod koniec 1921 roku do Grecji, a następnie do USA. W 1926 roku uczestniczył w zagranicznym zjeździe rosyjskiej emigracji.